# Inimabakesz
Inimabakesz – władca gutejski, następca Silulumesza, który według Sumeryjskiej listy królów miał rządzić Sumerem przez 5 lat.